# Johann Friedrich Böhmer
Johann Friedrich Böhmer (22. dubna 1795 ve Frankfurtu nad Mohanem – 22. října 1863 tamtéž) byl německý historik.

## Biografie
Studoval právo v Heidelbergu a Göttingenu, odkud odešel v roce 1813 aniž by studium dokončil. Po smrti otce cestoval do Itálie, kde se seznámil s nazarenisty a pod jejichž vlivem studoval staré umění. 1822 se vrátil do Frankfurtu a získal zaměstnání v Städelu. V roce 1823 se seznámil s Karlem vom Stein, který ho přiměl vstoupit do projektu okolo edice Monumenta Germaniae Historica. Od roku 1825 pracoval jako archivář a od roku 1830 jako knihovník ve Frankfurtu. Z jeho edičního díla zaměřující se na diplomatickou produkci se vedle Monument vyprofilovala vlastně samostatná edice Regesta imperii.

## Dílo
- Regesta chronologico-diplomatica regum atque imperatorum Romanorum 911–1313 (Frankfurt, 1831)
- Regesta chronologico-diplomatica Karolorum: Die Urkunden sämmtlicher Karolinger in kurzen Auszügen (Frankfurt, 1833)
- Série Regest imperii pro období Karla IV. (1314–1347) (Frankfurt, 1839) a pro období 1246–1313 (Frankfurt, 1844) konečně pro období 1198–1254 (Stuttgart, 1849)
- Fontes rerum Germanicarum (Stuttgart, 1843–1868) – dokumenty z období 13. a 14. století
- Die Reichsgesetze 900–1400 (Frankfurt, 1832)
- Wittelsbachische Regesten von der Erwerbung des Herzogtums Bayern bis zu 1340 (Stuttgart, 1854)
- Codex diplomaticus Moeno-Francofurtanus. Urkundenbuch der Reichsstadt Frankfurt (Frankfurt, 1836)